# ショーミキゲン
「ショーミキゲン」は、おニャン子クラブの再結成記念シングルとして2002年11月20日に発売された。

## 解説
- メインボーカルは、新田恵利、国生さゆり、内海和子、城之内早苗、岩井由紀子、渡辺美奈代。
- それまで何度か再結成はあったが、新曲のリリースは15年ぶりである。
- CBSソニー所属の渡辺美奈代と国生さゆりは、この曲で初めてシングル曲のフロントを務めた。
- 『FNS歌謡祭』や『HEY!HEY!HEY! MUSIC CHAMP』などでも披露した（渡辺と国生は「HEY!×3」不参加）。
- レコーディング・メンバーは、新田恵利、樹原亜紀、国生さゆり、名越美香、内海和子、富川春美、立見里歌、城之内早苗、岩井由紀子、白石麻子（TVは不参加）、横田睦美、渡辺美奈代、山本スーザン久美子、布川智子。
- 上記歌番組に出演した際には、レコーディング不参加の、弓岡真美、岡本貴子、貝瀬典子、山森由里子、我妻佳代、杉浦美雪、宮野久美子も参加した。

## 収録曲
1. ショーミキゲン
  - 作詞: 秋元康、作曲・編曲: 増本直樹
2. 同級生
  - 作詞: 秋元康、作曲・編曲: 増本直樹

## 収録アルバム
- 「おニャン子クラブ」SINGLESコンプリート
- おニャン子クラブ大全集 for HiQualityCD 上・下巻 限定CD-BOX